# Liste von Dollarwährungen
Diese Seite listet alle Währungen auf, die den Namen Dollar tragen.
| Name                       | ISO 4217 | Staat(en) | Verwendungszeitraum (seit oder von-bis)                                                   |
| -------------------------- | -------- | --- | ----------------------------------------------------------------------------------------- |
| Australischer Dollar       | AUD      | Australien | 1966                                                                                      |
| Australischer Dollar       | AUD      | Kiribati |                                                                                           |
| Australischer Dollar       | AUD      | Nauru |                                                                                           |
| Australischer Dollar       | AUD      | Tuvalu |                                                                                           |
| Bahama-Dollar              | BSD      | Bahamas | 1966                                                                                      |
| Barbados-Dollar            | BBD      | Barbados | 1966                                                                                      |
| Belize-Dollar              | BZD      | Belize | 1973                                                                                      |
| Bermuda-Dollar             | BMD      | Bermuda |                                                                                           |
| Bremer Dollar              |          | | 1923–1924                                                                                 |
| Brunei-Dollar              | BND      | Brunei | 1967                                                                                      |
| Fidschi-Dollar             | FJD      | Fidschi |                                                                                           |
| Guyana-Dollar              | GYD      | Guyana |                                                                                           |
| Hongkong-Dollar            | HKD      | Hongkong |                                                                                           |
| Hongkong-Dollar            | HKD      | Macau |                                                                                           |
| Hongkong-Dollar            | HKD      | Volksrepublik China (besonders in Guangdong)                                                                                           |                                                                                           |
| Internationaler Dollar     | keiner   | Er ist eine von der Weltbank berechnete Vergleichswährung, um ein Pro-Kopf-Einkommen zu berechnen, das international vergleichbar ist. | 1960er                                                                                    |
| Jamaika-Dollar             | JMD      | Jamaika |                                                                                           |
| Kaiman-Dollar              | KYD      | Cayman Islands | 1969                                                                                      |
| Kanadischer Dollar         | CAD      | Kanada | 1871                                                                                      |
| Kiribati-Dollar            | KID      | Kiribati |                                                                                           |
| Liberianischer Dollar      | LRD      | Liberia |                                                                                           |
| Namibia-Dollar             | NAD      | Namibia | 1993                                                                                      |
| Neufundland-Dollar         |          | Neufundland | 1865–1949                                                                                 |
| Neuseeland-Dollar          | NZD      | Neuseeland | 1967                                                                                      |
| Neuseeland-Dollar          | NZD      | Tokelau | 1967                                                                                      |
| Neuseeland-Dollar          | NZD      | Niue | 1974                                                                                      |
| Neuseeland-Dollar          | NZD      | Cookinseln (dort Cookinseln-Dollar genannt)                                                                                            | 1967                                                                                      |
| Neuseeland-Dollar          | NZD      | Pitcairninseln |                                                                                           |
| Ostkaribischer Dollar      | XCD      | Anguilla | 1965                                                                                      |
| Ostkaribischer Dollar      | XCD      | Antigua und Barbuda | 1965                                                                                      |
| Ostkaribischer Dollar      | XCD      | Dominica | 1965                                                                                      |
| Ostkaribischer Dollar      | XCD      | Grenada | 1965                                                                                      |
| Ostkaribischer Dollar      | XCD      | Montserrat | 1965                                                                                      |
| Ostkaribischer Dollar      | XCD      | St. Kitts und Nevis | 1965                                                                                      |
| Ostkaribischer Dollar      | XCD      | St. Lucia | 1965                                                                                      |
| Ostkaribischer Dollar      | XCD      | St. Vincent und die Grenadinen | 1965                                                                                      |
| Salomonen-Dollar           | SBD      | Salomonen | 1978                                                                                      |
| Erster Simbabwe-Dollar     | ZWD      | Simbabwe | 1980 – 1. August 2006                                                                     |
| Zweiter Simbabwe-Dollar    | ZWN      | Simbabwe | 1. August 2006 – 1. August 2008                                                           |
| Dritter Simbabwe-Dollar    | ZWR      | Simbabwe | 1. August 2008 – 2. Februar 2009                                                          |
| Vierter Simbabwe-Dollar    | ZWL      | Simbabwe | 2. Februar 2009–1. Oktober 2015                                                           |
| Singapur-Dollar            | SGD      | Brunei | 1967                                                                                      |
| Singapur-Dollar            | SGD      | Singapur | 1967                                                                                      |
| Suriname-Dollar            | SRD      | Suriname | 2004                                                                                      |
| Alter Taiwan-Dollar        |          | Taiwan | 1895–1949                                                                                 |
| Neuer Taiwan-Dollar        | TWD      | Taiwan | 1949                                                                                      |
| Trinidad-und-Tobago-Dollar | TTD      | Trinidad und Tobago |                                                                                           |
| Tuvaluischer Dollar        | TVD      | Tuvalu |                                                                                           |
| US-Dollar                  | USD      | Vereinigte Staaten | seit Besitzergreifung durch die USA                                                       |
| US-Dollar                  | USD      | Bonaire | 2011                                                                                      |
| US-Dollar                  | USD      | Britische Jungferninseln | 1959                                                                                      |
| US-Dollar                  | USD      | Ecuador | 2000                                                                                      |
| US-Dollar                  | USD      | El Salvador | 2001                                                                                      |
| US-Dollar                  | USD      | Jamaika (inoffizielle Zweitwährung) |                                                                                           |
| US-Dollar                  | USD      | Liberia | 1943                                                                                      |
| US-Dollar                  | USD      | Marshallinseln |                                                                                           |
| US-Dollar                  | USD      | Föderierte Staaten von Mikronesien |                                                                                           |
| US-Dollar                  | USD      | Osttimor | 2000                                                                                      |
| US-Dollar                  | USD      | Palau |                                                                                           |
| US-Dollar                  | USD      | Panama |                                                                                           |
| US-Dollar                  | USD      | Saba | 2011                                                                                      |
| US-Dollar                  | USD      | Sint Eustatius | 2011                                                                                      |
| US-Dollar                  | USD      | Simbabwe | seit 2009                                                                                 |
| US-Dollar                  | USD      | Turks- und Caicosinseln |                                                                                           |
| US-Dollar                  | USD      | Vereinigte Staaten | 1. 1785 (Einsetzung) 2. 1787 (Ausgabe der Währung) 3. 1792 (Festlegung des Prägegesetzes) |